# كين رايت
كين رايت (بالإنجليزية: Ken Wright)‏ (16 مايو 1922 في المملكة المتحدة - 6 يونيو 1994) هو لاعب كرة قدم بريطاني (وحمل سابقاً جنسية المملكة المتحدة لبريطانيا العظمى وأيرلندا) في مركز الهجوم. لعب مع نادي كامبريدج ستي.